# Görögország javasolt világörökségi helyszínei
Görögország területéről eddig húsz helyszín került fel a világörökségi listára, tizenkét helyszín a javaslati listán várakozik a felvételre.
| Név                                         | Kép | Leírás | Típus      | Kritérium             | Év   | Hiv |
| ------------------------------------------- | --- | --- | ---------- | --------------------- | ---- | --- |
| Dadia - Lefkimi - Souflion Nemzeti Park     |     | A nemzeti park Görögország északi részén található közel Törökország határához. A helyenként erdővel borított, más helyen megművel földterület negyvenháromezer hektáron terül el. A park fő jelentőségét az adja, hogy kétszázhuszonkilenc madárfajnak ad otthont, ezek közül harminchat faj tartozik a ragadozó madarak közé. A ragadozók közül is kiemelkedik a barátkeselyű (Aegypius monachus), aminek sok egyedből álló kolóniája él és fészkel a park területén. A park jelentőségét fokozza, hogy az Európában élő mind a négy keselyűfaj egyedei megtalálhatók benne. A parkban ezenkívül negyven védelemre szoruló hüllő- és kétéltű fajt azonosítottak. | természeti | X                     | 2014 |     |
| Laurion                                     |     | Laurion területén már i. e. 3200-tól jelentős bányászati tevékenység folyt. A bronzkorban az Égei-tenger jelentős kultúráit, a kükládikus, minószi és mükénéi központokat innen látták el ezüsttel, ólommal és rézzel. Az i. e. 5. és i. e. 4. században a környék a korábbinál is fontosabbá vált főleg Athén számára, ugyanis az innen származó nemesfémek fontos szerepet játszottak a perzsák elleni hadjáratok és az építkezések finanszírozásában. Ezenkívül a bányákban kitermelt fémből verték a híres, baglyot ábrázoló ezüstpénzeket. A kitermelés egészen az i. sz. 3. századig intenzív volt, utána csökkenni kezdett. A bányákat 1860-ban újranyitották és egészen 1990-ig használatban voltak, amikor végleg felhagytak a kitermeléssel. A környéken látható épületmaradványok a klasszikus korból származnak és a bányászati tevékenységhez kapcsolódnak. Ezek közül a legfontosabbak a ciszternák, a medencék és a fémolvasztó műhelyek romjai bennük kemencével. | kulturális | II, IV                | 2014 |     |
| Nikopolisz régészeti helyszíne              |     | Nikopoliszt i. e. 31-ben alapította Augustus római császár az Actium melletti győztes tengeri csata emlékére. Nikopolisz egyszerre volt görög és római város is, lakossága környékbeli betelepülőkből és veterán római légiósokból állt. A város virágkorát a császárkorban élte, i. sz. 67-ben Epirus provincia székhelye lett. 375-ben egy földrengés következtében, majd a gót támadások miatt súlyosan károsodott. Ennek ellenére az ókeresztény időkben is jelentős központ maradt, területén hat bazilikát emeltek, amelyek közül eddig négyet azonosítottak. A műemlékegyüttes fontosabb részei a színház, a stadion, a fürdő, az északi kapu, a C bazilika, a B bazilika, az odeon, a nyugati kapu, egy főúri lakóház, az A bazilika, a D bazilika, és egy közelebbről meg nem határozott ókeresztény épület. | kulturális | II, IV, VI            | 2014 |     |
| Az Olümposz-hegység                         |     | Az Olümposz hegység az ország északi részén emelkedik. A görög mitológia szerint, itt az Olümposz legtetején volt az istenek örök lakhelye. A havas hegygerincen, felhőktől koszorúzva állt a görög pantheon isteneinek – a tizenkét olümposzi isten kristálypalotája, melyben Zeusz uralkodott. A római és bizánci korban a források már ritkábban említik. Az Olümposz hegy viszonylag kis kiterjedésű ennek ellenére növény- és állatvilága rendkívül gazdag. Számos egyedi, speciálisan csak ezen a területen honos élőlény védelme érdekében a hegy ma természetvédelmi terület. Legmasabb pontja a Mütikasz (Mytikas) csúcs, jelentése „orom”. Makedónia és Thesszália között fontos stratégiai helyen található, ezért számos gót, bolgár, szerb és keresztes támadás érte. Lábánál számos ókori, régészetileg jelentős település maradványai állnak, sírokkal, erődített központokkal. A települések közül a legrégebbieket a korai vaskorban alapították. | vegyes     | Vi, VIII, IX, X       | 2014 |     |
| Preszpa-tó környéke: Megali és Mikri Prespa |     | A Preszpa-tavak Görögország és Albánia területén helyezkednek el nyolcszázötven méter tengerszint feletti magasságban. A tavak környéke már az ókorban benépesült, első jelentős korszaka a 8. században volt, amikor a terület bizánci fennhatóság alatt állt. A 10. és 11. században is jelentős szerepet töltött be, különösen a Achridai érsekség megalapítása után. A 14. században, István Dusán uralkodása alatt a szerb állam része lett, majd 1386-ban törökök foglalták el. A török uralom alatt a lakosságnak lehetősége volt megtartani ortodox keresztény vallását. A környéknek a 19. és a 20. század egyes szakaszaiban kiemelkedő politikai jelentősége volt. A területre jellemző az élővilág nagyfokú biodiverzitása. A fennmaradt műemlékek túlnyomó többsége a bizánci korból származik, és jellemző rájuk az összhang a környezettel, például természetes barlangok felhasználása remeteségek és kisebb gyülekezetek részére. A műemlékek közül figyelemre méltó az Agios Achilleos-bazilika (10. század), a háromhajós Tizenkét apostol-templom (10. század), a romokban álló Agios Dimitros-templom (10-11. század), az Agios Nikolaos-templom falfestményekkel (1591), és az Agios Germanos-templom három fázisban készült freskóival (11. század). | vegyes     | II, IV, VII, IX, X    | 2014 |     |
| Szamária-szurdok Nemzeti Park               |     | A Kréta északi részén elterülő, 4850 hektár területet elfoglaló Szamária-szurdok Nemzeti Parkot 1962-ben alapították. Legfontosabb és legérdekesebb része a névadó tizenhat kilométer hosszú Szamária-szurdok és a mellette lévő, erdővel borított meredek hegyoldalak. A szurdok középső részén terült el Szamária falu, ahonnan a lakosokat elköltöztették amikor a területet nemzeti parkká nyilvánították. A park változatos képet mutat, területén számos kisebb szurdok, ezenkívül barlangok, sziklák, források, völgyek és patakok találhatók. Ezenkívül jellemző rá a sűrű, sokféle fajból álló növényzet is. A barlangok egy részét még nem térképezték fel. A szurdok mészkőből és dolomitból álló felső része a triász földtörténeti korban alakult ki, míg a rétegzett mészkőből álló alsó szakasz a jura korból származik. Egyes barlangok a parkban élő hegyi kecskéknek nyújtanak menedéket. | természeti | VII, VIII, IX, X      | 2014 |     |
| Spinalonga erődje                           |     | | kulturális | I, II, IV, VI         | 2014 |     |
| Az Égei-tenger ókori tornyai                |     | | kulturális | III, IV               | 2014 |     |
| Ókori görög színházak                       |     | | kulturális | I, II, III, IV, V, VI | 2014 |     |
| Leszboszi megkövült erdő                    |     | | vegyes     | VI, VII, VIII, X      | 2014 |     |
| Messzéné                                    |     | | kulturális | I, III, VI            | 2014 |     |
| Görögország késő középkori erődítményei     |     | | kulturális | II, IV, V             | 2014 |     |